# Copitype
Copitype là một chi bướm đêm thuộc họ Noctuidae.